# David Faustino
David Faustino (Los Angeles, 1974. március 3. –) amerikai színész és énekes.

## Életrajz

### Gyermekkora és magánélete
David Faustino a kaliforniai Los Angelesben született, édesanyja Kay Freeman, édesapja Roger Faustino politikus. Öccse, Michael szintén színész. Tanulmányait a St. Finbar Elementary Schoolban végezte, a kaliforniai Burbankben.
Faustino többek között a „Comic Relief”, a „Make a Wish Foundation” és a „Center for the Advancement of Nonviolence” nevű jótékonysági szervezetek támogatója.
Ötévi ismeretség után, 2004. január 24-én a Las Vegas-i Little White Wedding Chapelben feleségül vette színésztársát, Andrea Elmert. 2006 májusában a pár szétköltözött, majd 3 évnyi házasság után kibékíthetetlen ellentétre hivatkozva 2007. február 6-án elvált.
2007. május 12-én a színészt egy éjszakai közúti ellenőrzés során ittas állapotban elkövetett rendzavarás és kábítószer (marihuána) birtoklása miatt letartóztatta, majd nyilvántartásba vette a floridai rendőrség. A jelentés szerint egy útkereszteződés közepén a volt feleségével vitába keveredett az autóban, melyből előbb az ablakon keresztül igyekezett kimászni, majd miután ez nem sikerült, az ajtón kiszállva gyalog próbált távozni az intézkedő rendőr elől.

### Pályafutása
Legelőször három hónaposan került kamera elé a Lily Tomlin Special című műsor révén. Az 1980-as évektől kezdődően számos tévésorozatban tűnt fel és több rajzfilmfigura hangját is ő adta. A legnagyobb sikert az 1987 és 1997 között futó Egy rém rendes család című helyzetkomédia sorozat hozta meg a számára, melyben Bud Bundy szerepét játszotta (emellett egy ízben forgatókönyvíróként is közreműködött). Többek között vendégszerepelt a Szerelemhajó, a Homályzóna, a Parker Lewis sohasem veszít, a Jesse és az X-akták című sorozatokban is. Emellett több mint hetvenöt reklámfilmben volt látható.
2001-ben feltűnt a Killer Bud című alacsony költségvetésű filmben, 2007-ben pedig a RoboDoc című sci-fi vígjátékban kapott szerepet. 2009-ben saját rendezésű webes vígjátéksorozatában, a Star-ving-ben játszott főszerepet, ahol önmagát alakította. A sorozat további érdekessége, hogy egy-egy cameoszerep erejéig feltűnt benne az Egy rém rendes család több sztárja, köztük Ed O’Neill, Katey Sagal és Christina Applegate is. 2013-ban vendégszerepet kapott a hazánkban is nagy népszerűségnek örvendő Modern család, és egy epizód szerepben, ahol saját magát alakította Dr. Csont című sorozatban, valamint feltűnt a 2016-os Sharknado 4: The 4th Awakens című filmben.
Faustino érdeklődik a rap zene iránt. D L'il művésznéven az „Outlaw Posse” nevű együttes tagja. Egy szerzeménye megjelent az 1992-es Balistyx című albumon (az albumot a színész éjszakai klubja után nevezték el). Nem különösebben sikeres zenei karrierjére utal az Egy rém rendes család több része is, melyekben „Nagymester B” néven rappernek adja ki magát.

## Válogatott filmográfia
- X-akták (The X Files, 2002)
- Nash Bridges – Trükkös hekus (Nash Bridges, 2000)
- Az új Addams Family (The New Addams Family, 1999)
- A Heist (The Heist, 1999)
- Tíz kicsi áldozat (Dead Man's Island, 1996)
- Végzetes eskü (Fatal Vows: The Alexandra O´Hara Story, 1994)
- Homályzóna (The Twilight Zone, 1986)
- Bill Carney megpróbáltatásai (The Ordeal of Bill Carney, 1981)

## Díjak és jelölések
- Young Artist Award jelölés (1983-1993, összesen 12 alkalommal)